# 心病
心病为赵本山、范伟、高秀敏三人于2003年春节联欢晚会上所表演的一个小品 。 

## 内容
在该小品中，赵本山饰演的赵大宝因村长落选而开设临江村大明白心理诊所，本欲开导他人面对金钱以平常心对待，结果面对金钱的诱惑自己却当场惊厥发作。

## 经典包袱
赵本山：
- 不打针，不吃药，坐这就是跟你唠，用谈话的方式治疗，也叫“话疗”（化疗）。
- 下面请听第一个话题：《母猪的产后护理》……拿错书了。请听第一个话题：“萨达姆做好了战斗准备”……这也不行。哎呀，我这知识啊都学杂啦！
- 人生在世屈指算，一共三万六千天。家有房屋千万座，睡觉就须三尺宽。总结起来四句话：说人好比盆中鲜花，生活就是一团乱麻；房子修得再好那是个临时住所，这个小盒才是你永久的家呀！

## 注
1. ↑  .   [2010-03-04]. （原始内容存档于2020-02-05）.